# كاستيلرويس
كاستيلرويس هي بلدية تقع في مقاطعة سوريا، في منطقة قشتالة وليون، في إسبانيا. يبلغ عدد سكانها 285 نسمة وذلك حسب (المعهد الوطني للإحصاء) سنة 2004. تبلغ مساحتها 38 كم مربع.